# Теорема Ляйбніца (геометрія)
Теорема або формула Ляйбніца - твердження про медіани:
| Медіани трикутника {\displaystyle ABC} перетинаються в точці {\displaystyle M}. Для довільної точки {\displaystyle O} площини виконується рівність {\displaystyle AO^{2}+BO^{2}+CO^{2}=3OM^{2}+AM^{2}+BM^{2}+CM^{2}.} |

З теореми Ляйбніца випливає, що серед усіх точок площини точка перетину медіан є точкою, для якої сума квадратів відстаней до вершин трикутника має найменше значення.
Аналогічне твердження справедливе для тетраедра: сума квадратів відстаней від точки до вершин тетраедра мінімальна для його центроїда — характеристична властивість центроїда.
Також, з цієї теореми випливає формула для медіани тетраедра.